# Carbonara di Nola
Carbonara di Nola es un municipio italiano localizado en la ciudad metropolitana de Nápoles, región de Campania. Cuenta con 2.429 habitantes en 3,65 km². Limita con Domicella y Lauro, localidades en Provincia de Avellino, y con Liveri y Palma Campania, en la Ciudad metropolitana de Nápoles.

## Demografía
| Gráfica de evolución demográfica de Carbonara di Nola entre 1861 y 2011 |
|                                                                         |
| Fuente ISTAT - elaboración gráfica de Wikipedia                         |